# バットマン アーカム・アサイラム
『バットマン アーカム・アサイラム』（Batman: Arkham Asylum）はRocksteady Studiosが開発し、EIDOSが発売したゲームソフト。DCコミックスが刊行している人気コミック『バットマン』のゲーム化で、特に1989年の作品『アーカム・アサイラム』とは関係が深い。PS3版とXbox 360版が北米では2009年8月25日に、ヨーロッパでは8月28日に発売された。その後Microsoft Windows版が北米では9月18日に、ヨーロッパでは9月15日に発売された。
日本では2010年1月14日に、PS3版とXbox 360版がスクウェア・エニックスより発売された。PS3ではジョーカーチャレンジがプレイできる。PC版ではGames for Windows Live が採用されていたが、2013年10月、この機能を削除する方針がワーナーより発表されたことをうけて、Steamへの移行措置がとられている。

## 概要
バットマンシリーズに登場する、凶悪犯罪者達を収監する「アーカム・アサイラム（アーカム精神病院）」を舞台にしたアクションゲーム。原作では、登場するヴィラン（敵役）の大半はここに収監されるため、当ゲームでも多数の代表的なヴィランが登場する。シナリオはアニメシリーズ『バットマン』でもシナリオを執筆し、同作品でエミー賞にも輝いたポール・ディニが書いている。
また、バットマンとジョーカー、ハーレイ・クィンの声も同作で担当したケヴィン・コンロイとマーク・ハミル、アーリーン・ソーキンが務めている。
「今までで最も高い評価を得たスーパーヒーローゲーム」としてギネス・ワールド・レコーズに登録された。続編として「バットマン アーカム・シティ」が発売されている。

## ゲームシステム
プレイヤー・キャラクターのバットマンは敵と戦闘を繰り広げながら、様々なガジェット（装備品）を使って道を切り開いていく。原作コミックと同様に、バットマンはどんな凶悪犯が相手でも決して殺さないという主義を貫いており、一般的なTPSのように銃器で遠くから相手を倒すといったことはできない。戦闘では多人数の敵と真正面から殴りあうだけではなく、銃で武装していたり人質を取っている相手にはステルスゲームのように気づかれず忍び寄って倒したり、特殊な効果を持った装備や地の利を利用して1人1人排除する必要があったりと、状況によって様々な戦略が求められる。敵を倒していけば経験値を得ることができ、その経験値を一定以上貯めればバットマンの身体能力を強化することができる。その経験値を多く得るためにも、連続技を決めるなどの工夫が必要となってくる。
ストーリーを進めていけばガジェットの種類が増えて、今まで行けなかった場所に行くなどの新しいアクションができるようになる。この特殊ツールも経験値を一定数貯めアップグレードが可能。

### 捜査モード
バットマンのスーツに装備された特殊装置。人や建物をレントゲン写真のように透視することが可能で、これを使うことによって壁の向こう側の敵の動きを確認することができ、他にもその人物の精神状態や武装の有無まで知ることができる。また、建物に仕掛けられた装置を発見することや、指紋や血痕などの残された痕跡を辿ることもできるため、使用する機会は実に多い。

### ガジェット（装備品）
バットラング
原作でもお馴染みの専用ブーメラン。直接ダメージよりは、敵を怯ませたり一時的に昏倒させる用途がメイン。複数枚を投擲するスキル、特殊な音波で敵をおびき寄せるソニック・バットラングなどがアップグレードとして存在。
　グラップルガン
高圧ガスでワイヤーを打ち出す登攀用装備。原作の様に高所の移動に使用する他にも、アップグレードによって解禁されるアタッチメント「バットクロー」を装備する事で、高所にある金網や敵を引きずり落としたり、相手を近くに引き寄せるコンバットムーヴが可能になる。
　爆破ジェル
ゲル状の液体爆薬。起爆装置を兼ねた専用スプレーから吹きつけ、硬化後に起爆が可能になる。構造的に弱い壁や床を破壊したり、壁の裏側から起爆して敵を破片に巻き込むブービートラップ的用途など、汎用性は高い。
　暗号シーケンサー
島の至る所で進行を阻む、セキュリティゲートを解除する為の装備。コントローラーの二本のアナログスティックでゲート端末の周波数を割り出し、強制的に同調させる事で解除する（見た目的には破壊だが）。
　ラインランチャー
壁と壁の間にワイヤーを張り、電動ウインチで空中を移動するための装備。600kgまでの荷重に対応している。
　1989年の『バットマン』に登場した装備と同等の物と思われる。

### コンバット
本作独自の「フリーフロー・コンバット」というシステムにより、簡単な操作で流れるような格闘が可能になっている。パンチやキックの打撃以外にも、マントによるスタン攻撃、回避を駆使して闘う。使ったテイクダウンの種類や利用したガジェットの数、そして繋げることができたコンボ数によってスコアが大きくなる。

### ヴィークル（乗物）
バットモービル
　今回は90年代の映画版バットマンを思わせる、ロングノーズのスーパーカー風スタイルを踏襲したデザインで登場する。
　バットウィング
　バットマン専用飛行機。バットマンからの指令によりバットケイブから自動操縦で飛来する。垂直離着陸が可能。

## ストーリー
ゴッサム・シティを守る闇の騎士バットマンは凶悪犯ジョーカーを捕縛し、数々の凶悪犯を収容している精神病院アーカム・アサイラムへ連行する。いつもと違い、大人しく連行されるジョーカーに違和感を覚えるバットマン。その不安は現実となり、アーカムへと連行されたジョーカーは隙を見て逃げ出してしまう。そして、事前に潜入させておいた部下のハーレイ・クィンと共にアサイラムを占拠し、収容されていた凶悪犯たちを次々と解放し、医師や警備員たちを人質に取り立てこもってしまう。

## 登場人物

### バットマンサイド
バットマン
声 - ケヴィン・コンロイ、キンバリー・ブルックス（幼少期）
本名「ブルース・ウェイン」。ゴッサムの平和を守る闇の騎士。その正体は街有数の大富豪。占拠されたアサイラムを解放するために戦う。
ジェームズ・ゴードン
声 - トム・ケイン
ゴッサム市警の本部長であり、バットマンの協力者。バットマン同様にアサイラムに閉じ込められてしまう。
オラクル
声 - キンバリー・ブルックス
本名「バーバラ・ゴードン」。ゴードン本部長の娘で、元バットガール。ジョーカーに銃撃されて下半身不随にされてしまった後も、バットマンを通信などでサポートしている。
アルフレッド・ペニーワース
名前、存在のみ登場。

### ヴィラン
ジョーカー
声 - マーク・ハミル
本名不明。バットマンの宿敵。真っ白な素肌と常に笑っている表情が道化師の様であるので「ジョーカー」と呼ばれ、本名を含めた素性は一切知られていない。今回の騒動の首謀者。
ハーレー・クィン
声 - アーリーン・ソーキン
本名「ハーリーン・クインゼル」。アルレッキーノを模した女性犯罪者。元はアーカムに勤める精神科医だったが、ジョーカーの治療に任命され彼に惚れ犯罪に手を染めるようになった。ジョーカーに心酔しており、認められるためなら彼の気まぐれで殺されそうになっても犯罪を平然と行う。
ミスター・ザズー
声 - ダニー・ジェイコブズ
本名「ヴィクター・ザズー」。無差別に人を殺し、あたかも生きているようなポーズを取らせる殺人鬼。人を殺す度に証として自身の体に傷をつけており、バットマン用にも特別な場所を確保している。必ず人質を取っているため、迂闊に攻撃できない。
ベイン
声 - フレッド・タタショア
孤島にある国家、サンタ・プリスカの刑務所内で産まれた男。自分の存在価値を証明するため、バットマンのいるゴッサムにやって来た。過去にはバットマンの背骨を折り、一時的に引退に追い込んだこともある。
読書で得た高い集中力と鉄の意思を持つ。また軍の開発した筋肉を増強させる劇薬「ベノム」を摂取すると強靭な肉体を得る。
スケアクロウ
声 - ディーノ・アンドラデ
本名「ジョナサン・クレイン」。名前の通り案山子のような服装をしている犯罪者。かつてはゴッサム大学の心理学教授だったが、恐怖症に関する研究で行き過ぎた実験を行ったため、解雇された。他人を恐怖に陥れる事に執着しており、相手の恐怖の感情を引き起こし、幻覚をみせる特殊なガスを使った恐怖犯罪を行う。バットマンにとって精神的に最も手強い相手である。
キラークロック
声 - スティーヴン・ブルーム
本名「ウェイロン・ジョーンズ」。稀な皮膚病によりワニの鱗のような皮膚を持ち、境遇から人間に憎悪を抱き犯罪者となった。体は徐々に爬虫類化が進み、人間性を失いつつある。牢に入りきらない程の巨体のためか、アサイラムでは迷路のような古い下水道に幽閉されており、職員たちは其処をキラークロックの巣と呼んでいる。
研ぎ澄まされた感覚と素早い反射神経を持ち、泳ぐこともできる。鋭い歯と怪力が武器で、厚く丈夫な皮膚はバットマンの打撃をも受け付けない。
ポイズン・アイビー
声 - タシア・ヴァレンザ
本名「パメラ・アイズリー」。人体実験によって植物の能力を得た女。植物を偏愛し、人類を滅ぼすことで植物を守ろうとしている。植物の成長を促し、意のままに操る他、毒素で相手を毒殺したり、天然フェロモンで男を誘惑し、統制することができる。
リドラー
声 - ウォーリー・ウィンガート
本名「エドワード・ニグマ」。犯罪の手掛かりをリドル（なぞなぞ）として残し、相手との知恵比べを楽しむ犯罪者。自分の計画を何度も阻んだバットマンに対抗意識を燃やしている。
今回はジョーカーの協力を得て脱獄。直接の登場はないが、バットマンの通信をハッキングし、アサイラム内にあるトロフィー、なぞなぞの答え、アマデウス・アーカムの記録、アサイラムの患者面談内容の録音テープを全て見つけ、"歯"を全て壊す、リドラー・チャレンジを挑んでくる。
クレイフェイス
声 - トム・ケイン(ゴードン、シャープ)、ドウェイン・R・シェパード・Sr(キャッシュ)
本名「バジル・カルロ」。かつて自分が演じた映画の悪役「クレイフェイス」の仮面を着け、殺人を繰り返していたホラー映画俳優。後に同じく「クレイフェイス」と名乗っていた複数の犯罪者のエキスを注射したことで、彼らの特殊能力（自在に姿形を変える、触れた人間を溶かす、バラバラになっても再生するなど）を得ることに成功した。
直接対峙することはなく、セキュリティコントロール室にある強化ガラスの牢に閉じ込められている。脱獄するため、ゴードンやシャープ、キャッシュの姿でバットマンを欺こうとしている。
名前や存在のみ登場するヴィラン
ペンギン
キャットウーマン
ミスター・フリーズ
トゥーフェイス
プロメテウス
グレート・ホワイト・シャーク
ベントリロクエスト
ヒューゴ・ストレンジ
ブラックマスク
カレンダーマン
マキシー・ゼウス
ラーズ・アル・グール
キラー・モス
ラットキャッチャー
ファイアフライ
ハッシュ
マッドハッター
ハンプティダンプティ
トゥイードルダム＆トゥイードルディー

### アーカム・アサイラムのスタッフ
クインシー・シャープ
声 - トム・ケイン
アーカム・アサイラムの現所長。政治的野望を持ち、次期市長選の選挙運動の一環としてアーカム・アサイラムにより厳しいセキュリティーと実験研究の導入を推進している。
ペネロペ・ヤン
声 - クリー・サマー
アサイラムに勤務する女性精神科医。優秀な医師なのだが、患者を利用した危険な研究を行っているらしい。今回の騒動におけるキーパーソンの1人。
フランク・ボールズ
声 - ダニー・ジェイコブズ
アサイラムに勤務する警備員。アルコール中毒でギャンブル好き、「最強の警備員」を自称している職場での嫌われ者。
アーロン・キャッシュ
声 - ドウェイン・R・シェパード・Sr
アサイラムに勤務する警備員。長年警備の仕事をしてきたベテランで、周囲からも尊敬されており、何度かバットマンの手助けをする。アーカムで起きた暴動でキラークロックに左手を喰われており、鉤爪の義手をしている。

### その他
ジャック・ライダー
声 - ジェームズ・ホラン
ゴッサムの放送局に勤めるニュースキャスター。TVやラジオなどを通して、今回の一連の事件を報道している。
コミックやアニメシリーズでは、クリーパーという狂人ヒーローに変身する人物。
トーマス・ウェイン、マーサ・ウェイン
声 - ケヴィン・コンロイ、タシア・ヴァレンザ
バットマンことブルースの両親。彼が幼少の頃、目の前で強盗によって殺害された。この体験が彼をバットマンの活動に向かわせることになる。
アマデウス・アーカム
声 - トム・ケイン
アーカム・アサイラム創設者にして初の囚人。自身の妻子を殺した男を治療中の事故に見せかけ殺害し、彼自身正気を失い施設の地下に収容され、敷地内に彼の墓がある。本作で彼の呪法陣の暗号解読は可能だが、原理の詳細は不明。